# Анина — Прсата жена из снова
Анина — Прсата жена из снова (хрв. Annina — Prsata žena iz snova, а изворно енгл. Annina Superstar) је немачки порнографски филм из 2008. године. Сценарио је написао, режирао и снимао Нилс Молитор (Nils Molitor). Главна глумица је Анина Укатис (Annina Ucatis), односно право име јој је Анина Улрих. Филм је издало загребачко предузеће Impérial Films S.A.Заудер филм 2009. године. На омоту нема података о тиражу, нема ни описа филма, а интерна ознака хрватског издавача је SM 204. Диск садржи поклон-филм Јапанске оргије (енгл. Orgy with Race Queens).

## Улоге
| Глумац         | Улога              |
| -------------- | ------------------ |
| Анина Укатис   | Анина, прсата жена |
| Tyra Misoux    |                    |
| Black Angelica |                    |
| Roxy Rockat    |                    |
| Conny Dachs    |                    |
| Lukas London   |                    |
| Manuel Torres  |                    |